# Heinrich Pehle
Heinrich Pehle (* 1952) ist ein deutscher Politikwissenschaftler. Er ist ehemaliger Professor an der Friedrich-Alexander-Universität Erlangen-Nürnberg.

## Leben und Wirken
Pehle studierte von 1974 bis 1979 Politische Wissenschaft, Neuere Geschichte und Philosophie mit dem Abschluss Magister Artium. Von 1980 bis 1982 war er Promotionsstipendiat der Studienstiftung des deutschen Volkes. Im Jahr 1984 promovierte er sich in Erlangen zum Dr. phil. über den Stellenwert kommunaler Außenpolitik bei Verkehrsinvestitionen. 1989 wurde er zum Akademischen Rat ernannt, davor war er ab 1982 wissenschaftlicher Mitarbeiter. Nach seiner Habilitation 1998 wurde er 2004 zum außerplanmäßigen Professor ernannt. Seine Schwerpunkte liegen in der Umweltpolitik, der Europaforschung sowie in der politischen Erforschung Nordeuropas und des Politischen System Deutschlands. Er wurde 2018 in den Ruhestand versetzt.

## Veröffentlichungen
- Eskilstuna und Erlangen: ein Vergleich der kommunalpolitischen Situation zweier Partnerstädte aus Schweden und Deutschland. Erlangen 1982.
- Kommunale Entscheidungsstrukturen in Schweden und Deutschland : 4 Fallstudien zum Stellenwert kommunaler Aussenpolitik bei Verkehrsinvestitionen. München 1985. ISBN 978-3-597-10444-3.
- Das Bundesministerium für Umwelt, Naturschutz und Reaktorsicherheit: ausgegrenzt statt integriert?: das institutionelle Fundament der deutschen Umweltpolitik. Wiesbaden 1998. ISBN 978-3-8244-4291-1.
- zusammen mit Petra Zimmermann-Steinhart und Michael Kraack: Umweltintegration in der Europäischen Union: das umweltpolitische Profil der EU im Politikfeldvergleich. Baden-Baden 2001. ISBN 978-3-7890-7623-7.
- zusammen mit Roland Sturm: Das neue deutsche Regierungssystem: die Europäisierung von Institutionen, Entscheidungsprozessen und Politikfeldern in der Bundesrepublik Deutschland. Opladen 2001. ISBN 978-3-8252-2244-4.